# Zilverstaartmonarch
De zilverstaartmonarch (Symposiachrus infelix; synoniem: Monarcha infelix) is een zangvogel uit de familie Monarchidae (monarchen).

## Verspreiding en leefgebied
Deze soort is endemisch op de Admiraliteitseilanden en telt twee ondersoorten:
- S. i. infelix: Manus.
- S. i. coultasi: Rambutyo en Tong.

## Status
De grootte van de populatie is niet gekwantificeerd maar de soort wordt omschreven als schaars tot plaatselijk algemeen. Het verspreidingsgebied is klein en de soort gaat achteruit door habitatverlies. Op de Rode lijst van de IUCN heeft deze soort daarom de status gevoelig.